# Новоіліково (Благовіщенський район)
Новоілі́ково (рос. Новоиликово, башк. Яңы Илек) — присілок у складі Благовіщенського району Башкортостану, Росія. Входить до складу Іліковської сільської ради.
Населення — 16 осіб (2010; 19 в 2002).
Національний склад:
- башкири — 100 %